# 小島武夫の千里眼麻雀
小島武夫の千里眼麻雀（こじまたけおのせんりがんマージャン）は、2011年1月10日から2013年12月29日までテレビ愛知で放送されていた麻雀対局番組である。

## 出演者
- 司会：ボビー
- メイン解説：小島武夫

アシスタント
- 佐藤あいり（第1〜2シリーズ）
- 宮内こずえ（第3シリーズ）
- 小島優（第4シリーズ）
- 清水香織（第5シリーズ）
- 田村りんか（第6シリーズ）
- 和泉由希子（第7シリーズ）

※いずれも日本プロ麻雀連盟所属のプロ雀士である。

## 放送時間
- 月曜日 1:35 - 2:05

## 番組概要
- 2010年12月26日まで三重テレビで放送されていた『小島武夫の実戦リーチ麻雀』から、スポンサーや番組のシステムが一部引き継がれている。ただし、小島は対局に参加せず解説に専念し、バラエティ番組のカラーが強くなっている。
- 半荘5回戦行い、優勝者には「タイ・バンコク4日間の旅」をかけて小島とミニゲームで対決する。負けた場合は視聴者に抽選でプレゼントされる。
- 半荘を一回で放送するのではなく、3ヶ月間に渡って放送される。
- 使用する麻雀卓はマツオカメカトロニクスのセンチュリーシリーズ。
- 対局中は対局者の手牌が順番に映し出される他、画面左上には河（ホー）が、右上には対局者が表示される。
- 放送時間の都合上、途中の手順がカットされることが多い。
- 毎回対局後には、小島がモニター越しで出演者に質問する場面もある。
- 対局の合間に「ボビーの突撃インタビュー」「真夜中ビジョ放談」などのトークコーナーがある。
- エンディングコーナーでは『次の一手「何切る!?」』という問題が出題される。正解者の中から抽選で、「サウナイーグルの招待券」がプレゼントされる（総合優勝が決まるまでの間であって、優勝者が決まればミニゲームの結果次第で海外旅行がプレゼントになる場合もある）。第3シリーズが始まってからは、「誰から切った牌であがったか?」を当てるクイズ形式になった。
- 第3シリーズからは、小島、滝沢ら4人が質問に答える「質問コーナー」になった。
- 3の倍数の月（3月、6月、9月、12月）の最終週は、そのシリーズの総集編を放送する。

## 番組内で採用されている麻雀のルール
- 東南戦、クイタン有り、後付け有り、ツモ平和有り、フリテンリーチ有り
- 25,000点持ちの30,000点返しで、沈み点は10000点
- 各1回戦終了ごとに1000点1ポイントに換算され、総合ポイントで最も多かった対局者が優勝
- ハコ割れは終了
- 裏ドラ、槓ドラ、槓ウラ有り
- 赤牌は五萬・五筒・五索に各1枚ずつ
- 特別ルールとして、赤ドラ3枚全て揃えて和了する「赤三色」3翻(赤ドラ3枚を含めて実質6翻)
- 流局時、親が聴牌していれば連荘
- ラス親の上がり止め有り
- ダブロンは無し（頭ハネ）

## 小島プロと総合優勝した雀士との勝負
規定の東南戦を終了した時点で、総合得点の高い雀士が優勝となる。優勝者には小島プロと海外旅行をかけて「ミニゲーム」で勝負する。ルールは筒子の1〜9までの牌を両者1枚ずつ取り合い、大きい数字を引いた雀士が勝者となる｛1筒が9筒に勝てる特別ルールはない（トランプゲームの「戦争」ルール）｝。優勝者が勝てば、海外旅行獲得となるが、小島プロが勝てば海外旅行は視聴者プレゼントになる。

## 特別賞
2011年4月から、プロ雀士1人VSアマ雀士3人の対局で、アマ雀士がプロ雀士より、成績が1半荘でも上回った場合、番組から「特別賞」が授与される（例：プロ雀士が3位、アマCが2位、アマBがトップ、アマAが最下位終了なら、アマBとCが特別賞を獲得）。

## これまでの対戦者と優勝者
※太字は優勝者、（）内はミニゲームの結果
- 第1シリーズ（2011年1月〜3月）
  - 宮内こずえ
  - 涼崎いづみ
  - 朝倉ゆかり（小島は3筒引きに対し、朝倉は9筒を引いたため、朝倉の勝利）
  - 長内真美
- 第2シリーズ（2011年4月〜6月）は朝倉とアマチュア3人による対局で、朝倉が大差で2連覇達成（小島は5筒引きに対し、朝倉は8を筒引いたため、朝倉の勝利）。
- 第3シリーズ（2011年7月〜9月）
  - 朝倉ゆかり
  - 滝沢和典
  - 内川幸太郎
  - 高橋葵（小島が8筒引きに対し、高橋は3筒を引いたため、小島の勝利）
- 第4シリーズ（2011年9月〜12月）
  - 高橋葵
  - トン・ジョユィン
  - アマチュア2名（小島が6筒引きに対し、S.Oアマは5筒を引いたため、小島の勝利）
- 第5シリーズ（2012年1月〜3月）
  - 和泉由希子（小島が6筒引きに対し、和泉は4筒を引いたため、小島の勝利）
  - 田村りんか
  - 京平遥
  - 白河雪菜

- 第6シリーズ（2012年4月〜6月）
  - 和泉由希子
  - 松山由希（小島が9筒引きに対し、松山由希は2筒を引いたため、小島の勝利）
  - アマチュア２名

- 第7シリーズ（2012年7月〜9月）
  - 朝倉ゆかり
  - 宮内こずえ
  - 内川幸太郎
  - T.Sアマ

## 番組内での役満あがり
- 四暗刻（単騎待ち）を和了（第4シリーズ最終5半荘目東4局）。S.Oアマ
- 小四喜、字一色を和了（第5シリーズ2半荘目東3局）。田村りんかプロ

## 協力
- 日本プロ麻雀連盟
- 麻雀みそのクラブ
- マツオカメカトロニクス
- アイプロ（制作協力）